# パホンヨーティン通り
パホンヨーティン通り(パホンヨーティンどおり、タイ語: ถนนพหลโยธิน、Phahon Yothin Road)は、タイの国道1号線にあたり、同国を代表する道路。バンコクの戦勝記念塔を起点とし、北は遥かミャンマー国境の街メーサイまで続いている。総延長1,005km。

## 概要
バンコクから北上し、アユタヤ、サラブリー、ロッブリー、ナコーンサワン、カンペーンペット、ターク、ランパーン、チェンラーイ、メーサイ、ミャンマー国境と続く。

## 歴史
パホンヨーティン通りはもともとバンコク北郊外のドンムアンを終着とする総延長22 km (14 mi)の道路でしかなく、プラチャーティパタイ通り（民主通り）と呼称されていた。1938年プレーク・ピブーンソンクラームはこの通りをさらに延伸させ、アユタヤー、サラブリー、ロッブリー、シンブリーまで162kmの道路に改修し、タイ王国第2代首相プラヤー・パホンポンパユハセーナー（本名：ティン・パホンヨーティン）を記念してパホンヨーティン通りと命名した。

## バンコク中心部
戦勝記念塔からBTSと平行して北上する。チャトチャック公園近くにあるモーチット駅、パホンヨーティン駅、ドン・ムアン空港裏側を通る。BTSとの平行はイェークコーポーオー駅近辺まで続く。

### 路線

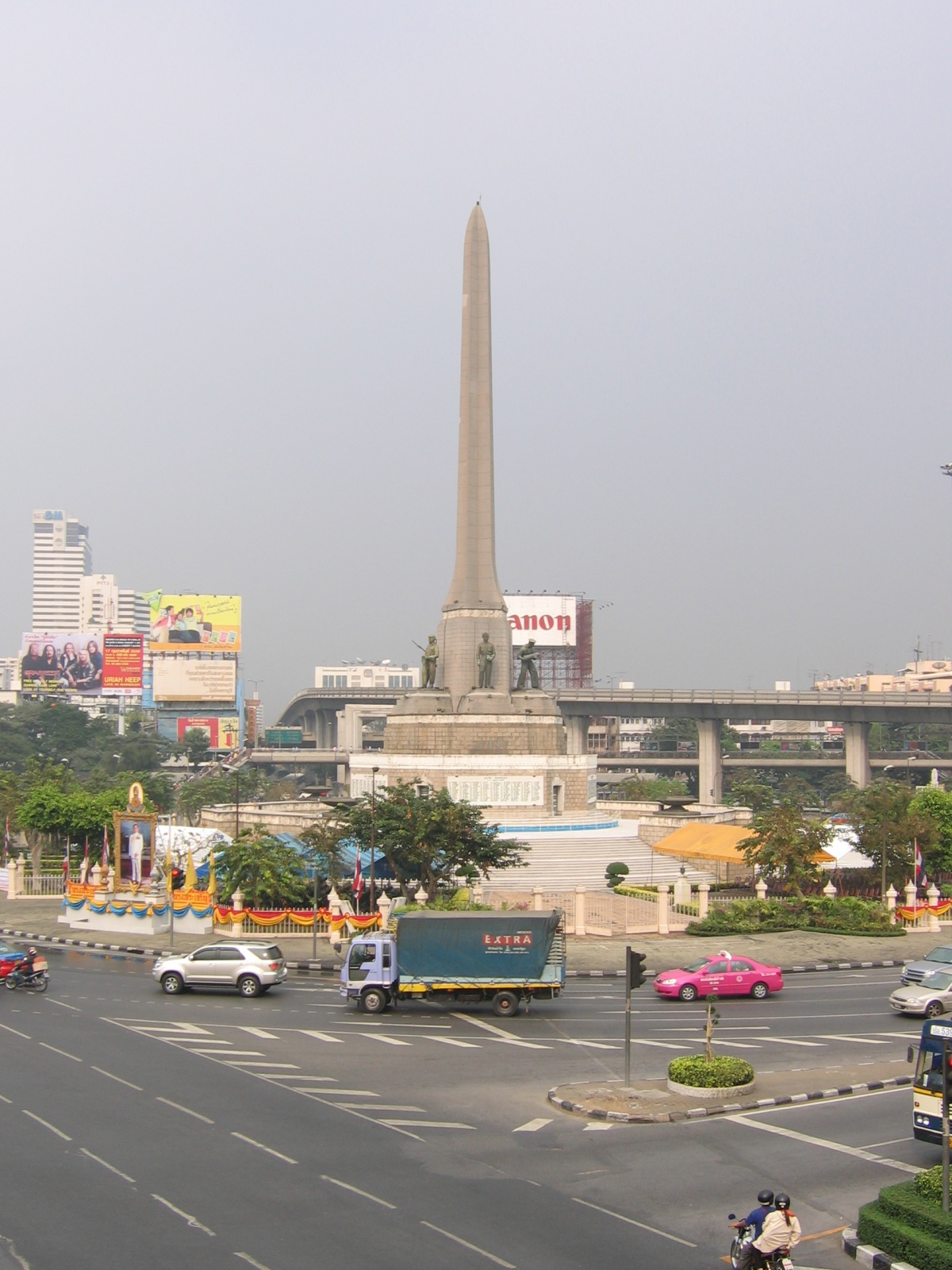
戦勝記念塔

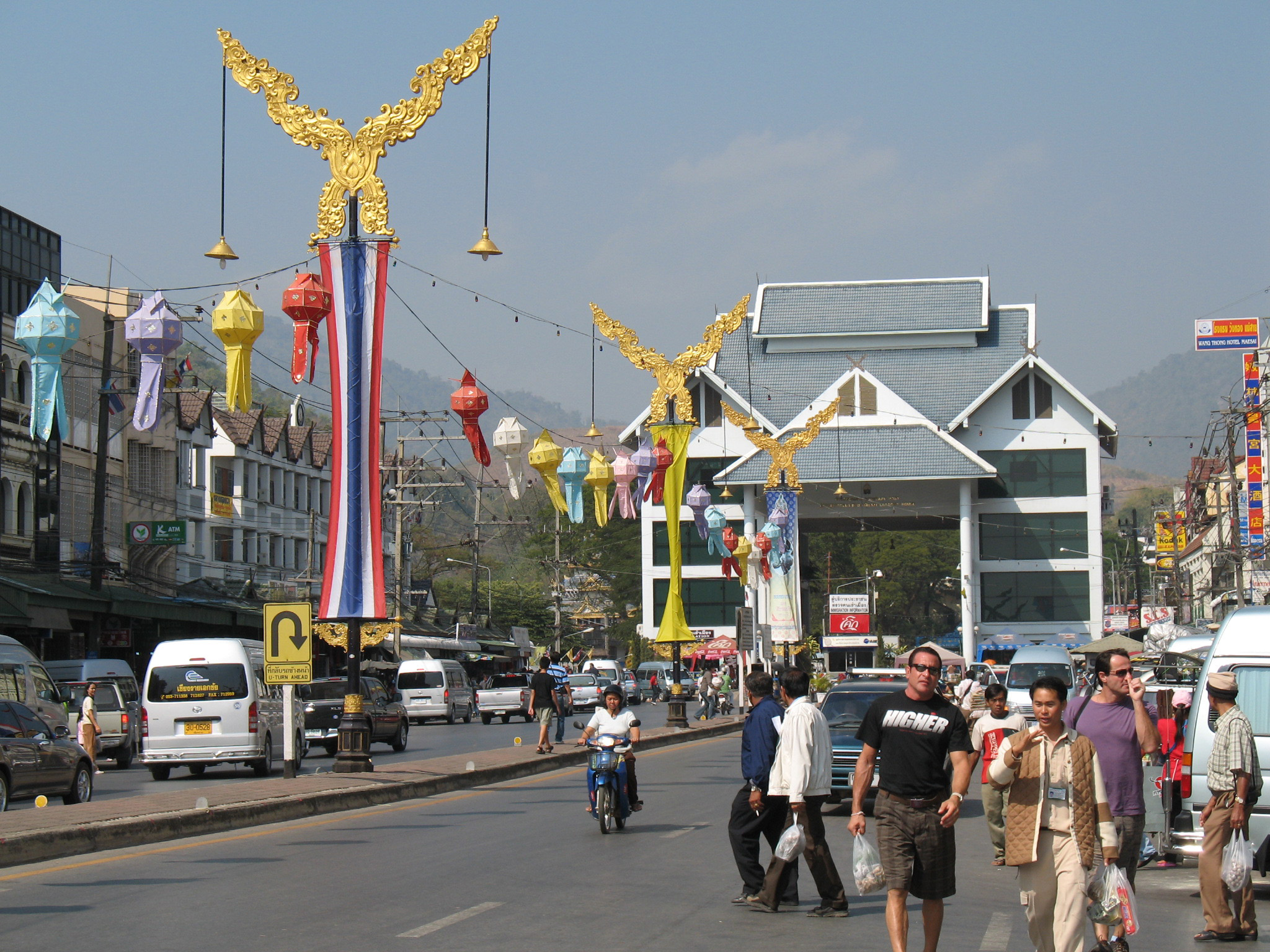
メーサイのミャンマーとの国境

### 接続する駅・路線
- パホンヨーティン駅、チャトゥチャック公園駅 （バンコク・メトロ）
- アヌサーワリーチャイサモーラプーム駅～イェークコーポーオー駅（バンコク・スカイトレインスクムウィット線）

### 周辺にある施設
- 戦勝記念塔
- チャトチャック公園